# Institut Ramon Llull

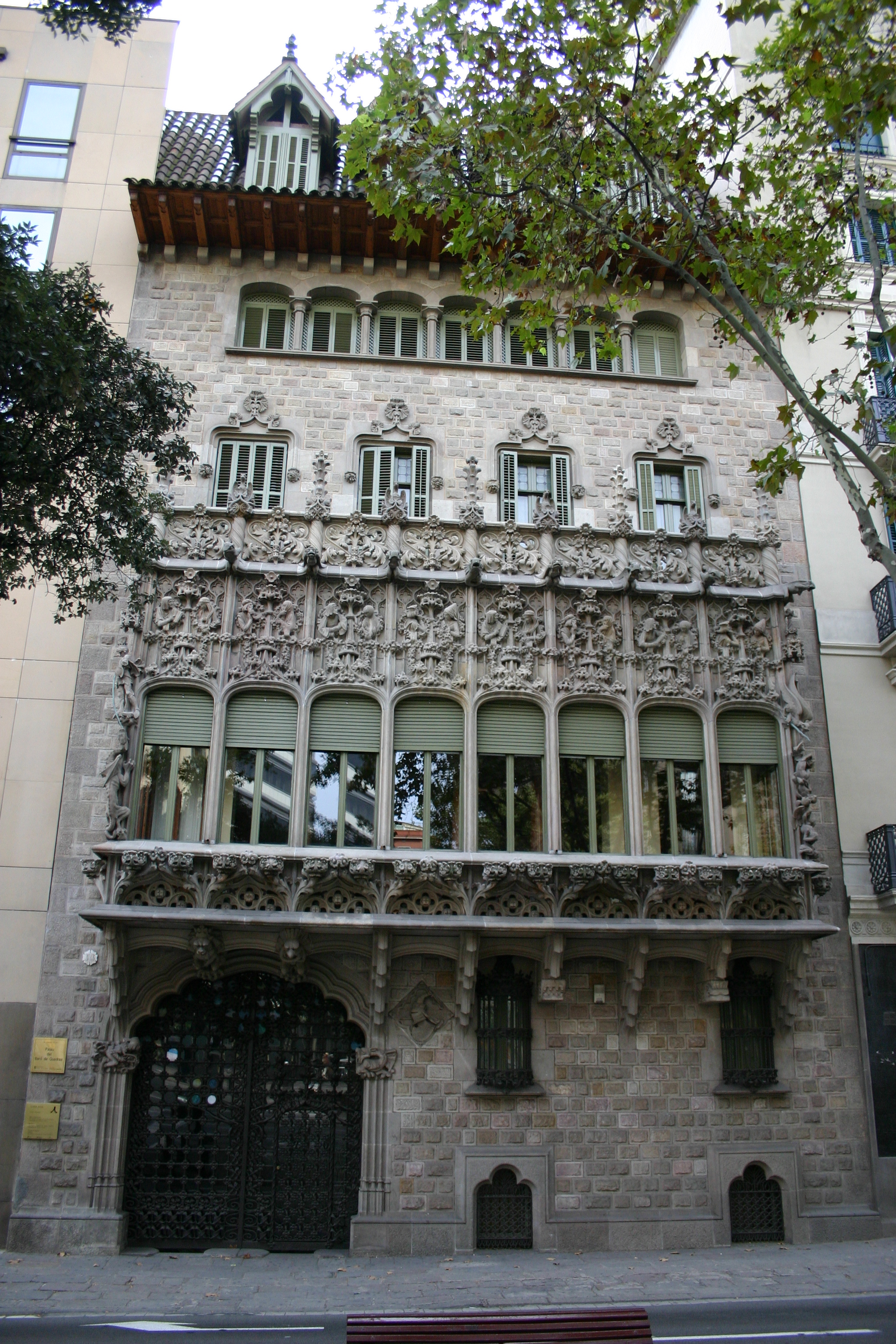
Il Palazzo del Barone di Quadras, sede dell'Institut Ramon Lull.

L'Institut Ramon Llull (IRL) è un'istituzione dipendente dalla Generalitat de Catalunya, dal Comune di Barcellona e dal Governo Balearico che si pone l'obiettivo di promuovere all'estero lo sviluppo della lingua e della cultura catalana. Deve il suo nome a Raimondo Lullo, filosofo e scrittore maiorchino in lingua catalana dei secoli XIII-XIV. Da ottobre 2018 la direttrice dell'Istituto è Iolanda Batallé.
L'IRL è uno dei contribuenti, insieme al Governo di Andorra, al Consiglio Generale dei Pirenei Orientali, alla città di Alghero e alla rete delle Città Valenciane, della Fondazione Ramon Llull, con sede ad Andorra.

## Storia
L'Istituto è stato creato il 5 aprile 2002 dalla Generalità di Catalogna e dal Governo delle Isole Baleari, mediante la stipulazione di una convenzione. L'avviamento dell'istituzione è avvenuto in un momento politico nel quale governava la federazione Convergenza e Unione in Catalogna e un governo di sinistra nelle Baleari (formato dal PSOE-PSIB, PSM, EUIB, Els Verds e UM). Ciò nonostante, in seguito alle elezioni del 25 maggio 2003, il Partito Popolare si insediò al governo della comunità balearica e le relazioni con l'Istituto Lullo si andarono a deteriorare, fino alla decisiva separazione dal progetto nel giugno 2004. Il 26 aprile 2005 il governo catalano, rimasto l'unico contribuente dell'istituzione, approvò i nuovi statuti. Con il nuovo cambio di amministrazione nelle isole, nel dicembre del 2008, la comunità delle Baleari è tornata a finanziare l'Istituto Ramon Lull.

## Attività
Il progetto Ramon Lull sviluppa una politica di collaborazione con diversi istituti culturali, tra cui il relativo Instituto Cervantes, per promuovere la lingua e cultura catalana.